# Sivaš
Sivaš (rus. Сива́ш; ukr. Сива́ш, krimskotatarski: Sıvaş / Сываш, "prljavština"), također znan kao Gnjilo more (ruski: Гнило́е Мо́ре, Gnjiloje morje; ukrajinski Гниле́ Мо́ре, Hnylje morje; krimskotatarski: Çürük Deñiz / Чюрюк Денъиз), je sustav velikog broja plitkih laguna na zapadnoj obali Azovskog mora, odvojeno od mora uskom Arabatskom prevlakom. Sivaš pokriva područje od oko 2.560 km² a cijelo se područje prostire na oko 10.000 km². Njegova istočna veza s Azovskim morem naziva se Heničeski tjesnac. Sivaš na sjeveru graniči sa sjeveroistočnom obalom poluotoka Krima; središnji i istočni Sivaš registrirani su kao močvare Ukrajine prema Ramsarskoj konvenciji. Nakon ruske aneksije Krima 2014. godine, ovo je područje sporni teritorij. 

## Povijest
Tijekom ruskog građanskog rata Sivaš se proslavio iznenađujućim prijelazom Crvene armije tijekom Perekopsko-čongarske operacije.

## Zemljopis
Sivaš gotovo odsjeca krimski poluotok od kopna, služeći kao prirodna granica. Dugačka (110 km) i uska (0.27–8 km) Arabatska prevlaka nalazi mu se na istoku, odvajajući ga od Azovskog mora. Te su dvije vodene mase povezane na sjeveru kod Heničeskog tjesnaca pored luke Heničesk. Na njegovom zapadu, Perekopska prevlaka dijeli ga od Crnog mora i povezuje Krim s Ukrajinom.
Sivaš je izuzetno plitak. Najveća dubina je oko 3 metra, a dubina je većinom između 0,5 i 1 m. Dno je prekriveno muljem do 5 m debljine. Budući da su vode u Sivašu vrlo plitke, ljeti se zagrijavaju i proizvode miris truleži, a salinitet im se povećava. Količina raznih soli procjenjuje se na 200 milijuna tona. Nekoliko biljaka koristi mineralne resurse Sivaša. Područje Sivaša je vlažno područje od međunarodne važnosti. Obale su niske, blago nagnute, močvarne i slane. Ljeti se vodostaj Syvasha znatno smanjuje, otkrivajući neplodna solonetska tla koja lokalno stanovništvo naziva "sivaši".
Sivaš se ponekad dijeli na zapadni i istočni. Oni su međusobno povezani čongarskim tjesnacem.

## Flora
Sivaš se može činiti crvene boje zbog mikro algi Dunaliella salina koje podnosi sol.
Istočni dijelovi Sivaša sadrže manje soli i na njima raste trska i druga močvarna vegetacija.
Veliki otoci u središnjem Sivašu uglavnom su prekriveni stepama koje se sastoje od kovilja, tulipana, pelina, kadulje i Agropyron cristatum.
Obala Sivaša sadrži velik broj vegetacije otporne na sol, uključujući caklenjaču, Tripolium, trputac, mrižicu i Atriplex aucheri.

## Galerija slika
- Krim
- Solane (oko 1820)
- Sovjetski vojnici prelaze Sivaš tijekom 2. svj. rata
- Ilustracija plitkih voda
- Alge Dunaliella salina daju Sivašu crvenkastu boju